# Non ci penso mai (singolo)
Non ci penso mai è un singolo del gruppo musicale italiano I Moderni, pubblicato nel 2012 come unico estratto dall'EP omonimo.

## Descrizione
Composto da Daniele Lazzarin, Riccardo Garifo e Alberto Tafuri, Non ci penso mai è stato presentato nel corso della semifinale di X Factor, classificandosi in finale al secondo posto.
Il brano è stato successivamente incluso nell'album di debutto del gruppo, Troppo fuori.

## Classifiche

### Classifiche settimanali
| Classifica (2012) | Posizione massima |
| ----------------- | ----------------- |
| Italia            | 3                 |

### Classifiche di fine anno
| Classifica (2012) | Posizione |
| ----------------- | --------- |
| Italia            | 67        |